# 마르크 곤살레스

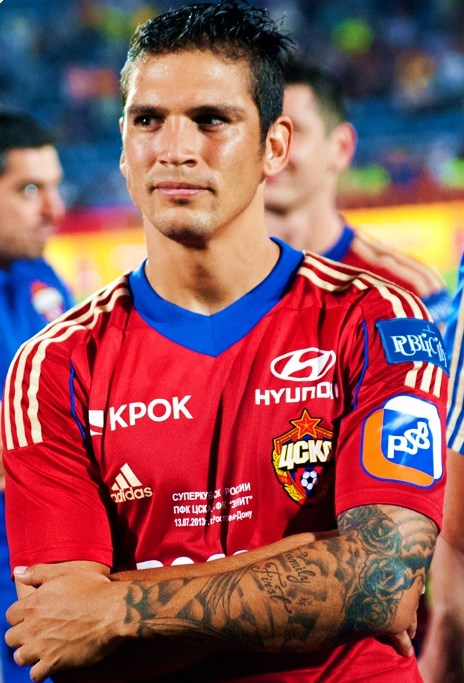
마르크 곤살레스

마르크 데니스 곤살레스 호프만(스페인어: Mark Dennis González Hoffmann, 1984년 7월 10일 ~ )은 칠레의 전직 축구 선수이다.
2003년에 국제 무대에 데뷔했으며, 칠레 대표로 3개의 코파 아메리카 대회와 2010년 FIFA 월드컵에 출전하여 코파 아메리카 센테나리오에서 우승을 차지했다.